# Жолобовы (деревня)
Жолобовы — опустевшая деревня в Оричевском районе Кировской области в составе Пустошенского сельского поселения.

## География
Расположена на расстоянии примерно 4 км по прямой на юг от райцентра поселка Оричи.

## История
Известна с 1678 как заимочка Жегаловская с 4 дворами. В 1765 году здесь (починок Жегаловский) уже 83 жителя. В 1873 году здесь (починок Жегаловский или Желобовы) было дворов 17 и жителей 138, в 1905 (починок Жолобовский или Старина) 27 и 156, в 1926 (деревня Жолобовы или Старина, Жигаловский) 26 и 148, в 1950 26 и 107, в 1989 не оставалось постоянных жителей. Настоящее название утвердилось с 1939 года.

## Население
Постоянное население не было учтено как в 2002 году, так и в 2010.